# Descargas musicais mais vendidas no Reino Unido

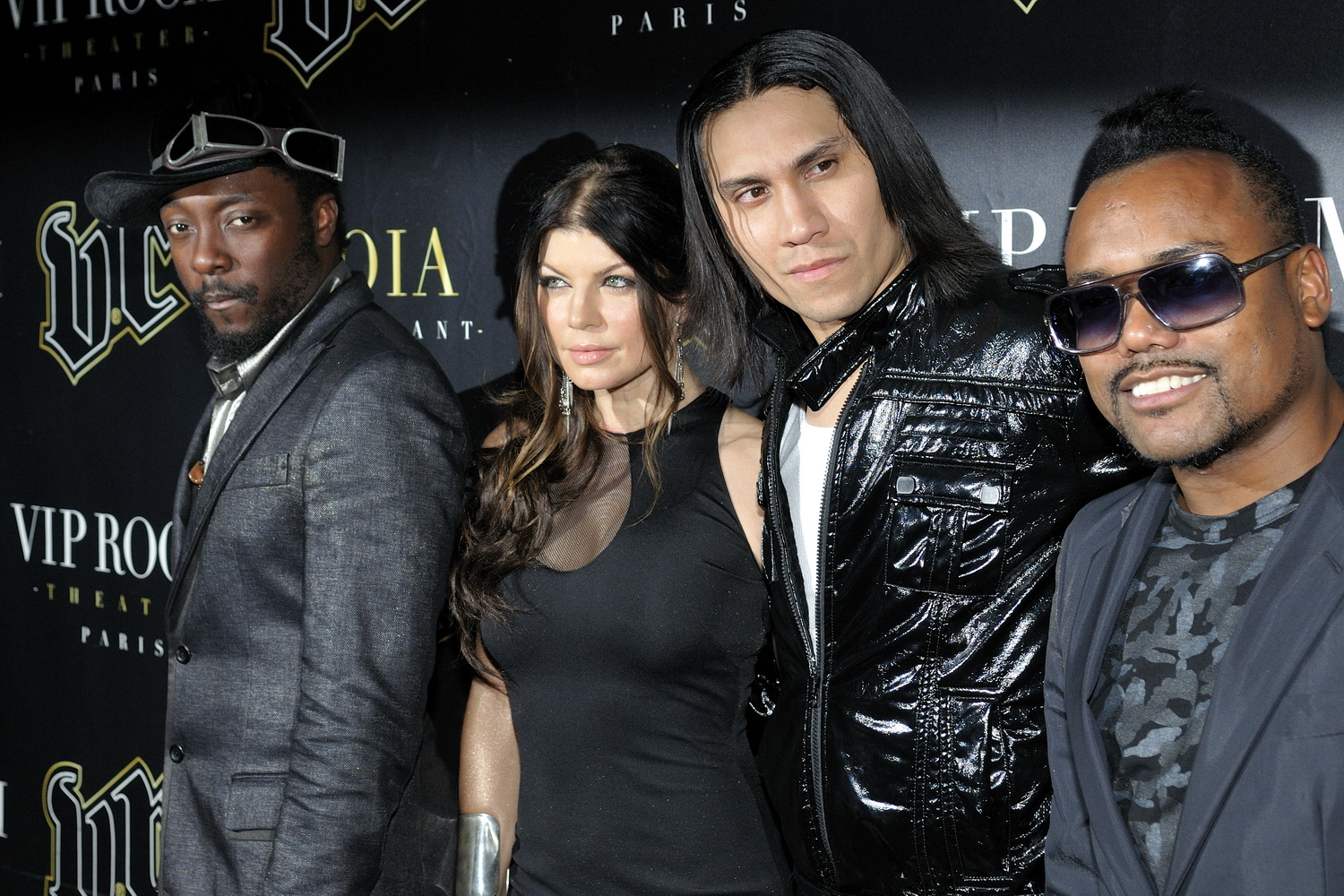
O grupo The Black Eyed Peas tem três singles na lista dos mais vendidos digitalmente, sendo que "I Gotta Feeling" lidera o rol.

As descargas musicais mais vendidas no Reino Unido foram publicadas a 2 de Janeiro de 2011 no sítio da BBC Radio 1, segundo os dados compilados pela The Official Charts Company. A tabela musical UK Official Download Chart começou a ser relatada oficialmente a 1 de Setembro de 2004, em que a primeira canção a chegar à liderança foi "Flying Without Wings (Live)" de Westlife. O single mais descarregado pertence a The Black Eyed Peas com "I Gotta Feeling", que esteve durante duas semanas na primeira posição da tabela e na UK Singles Chart. Foi ainda o primeiro tema a ultrapassar a marca de um milhão de descargas.
Na listagem revelada pela estação de rádio britânica, Cheryl Cole com Fight for This Love, na terceira posição, possui a faixa mais descarregada para uma artista feminina e Eminem (com Rihanna) em "Love the Way You Lie" no sexto lugar marca o melhor acto masculino e de dueto. "Use Somebody" da banda Kings of Leon conseguiu o single com melhor desempenho comercial sem chegar a liderar na UK Download Chart, contudo, a colaboração entre o rapper Eminem e a barbadense Rihanna também nunca chegou à primeira posição da UK Singles Chart mas foi destacado como mais distribuído do ano 2011.
A 1 de Março de 2011, a The Official Charts Company anunciou os cinco álbuns mais descarregados de todos os tempos. Lady Gaga foi a primeira artista a conseguir certificação de platina com 300 mil unidades distribuídas pelo país com o seu disco de estreia The Fame, e Only By the Night de Kings of Leon e Lungs de Florence and the Machine seguiram-se no rol com 250 mil cada. Contudo, a 20 de Março, a organização responsável pela avaliação musical do Reino Unido afirmou que 21 de Adele tinha superado a marca de Gaga, com 320 mil cópias descarregadas em dois meses. A 7 de Novembro do mesmo ano, foram revelados os dez trabalhos discográficos mais descarregados de sempre em território britânico. Mylo Xyloto da banda inglesa Coldplay obteve 80 mil unidades vendidas na sua primeira semana - um recorde para maior distribuição digital para um álbum -, superando Progress dos britânicos Take That.
A 3 de Agosto de 2012, a Official Charts Company voltou a actualizar a listagem dos mais vendidos de todos os tempos, revelando também os discos mais descarregados do ano desde 2006 e que as vendas digitais do formato ultrapassam a marca dos 100 milhões no Reino Unido. A cantora barbadiana Rihanna é a artista mais jovem a ter um CD mais vendido digitalmente no país.

## Descargas desinglesmais vendidas

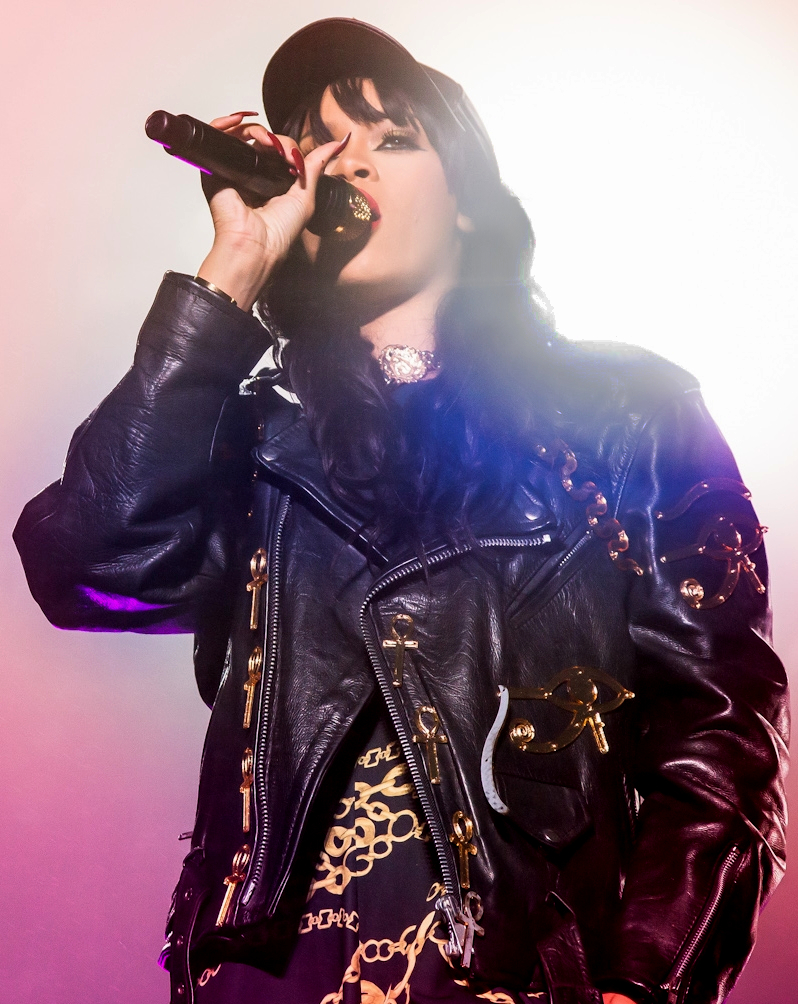
Rihanna possui seis temas listados entre os mais descarregados de sempre, aparecendo em primeiro no sexto lugar "Love the Way You Lie", dueto com Eminem.

Lady Gaga está listada quatro vezes na tabelas, surgindo em primeiro no quarto lugar com "Poker Face".

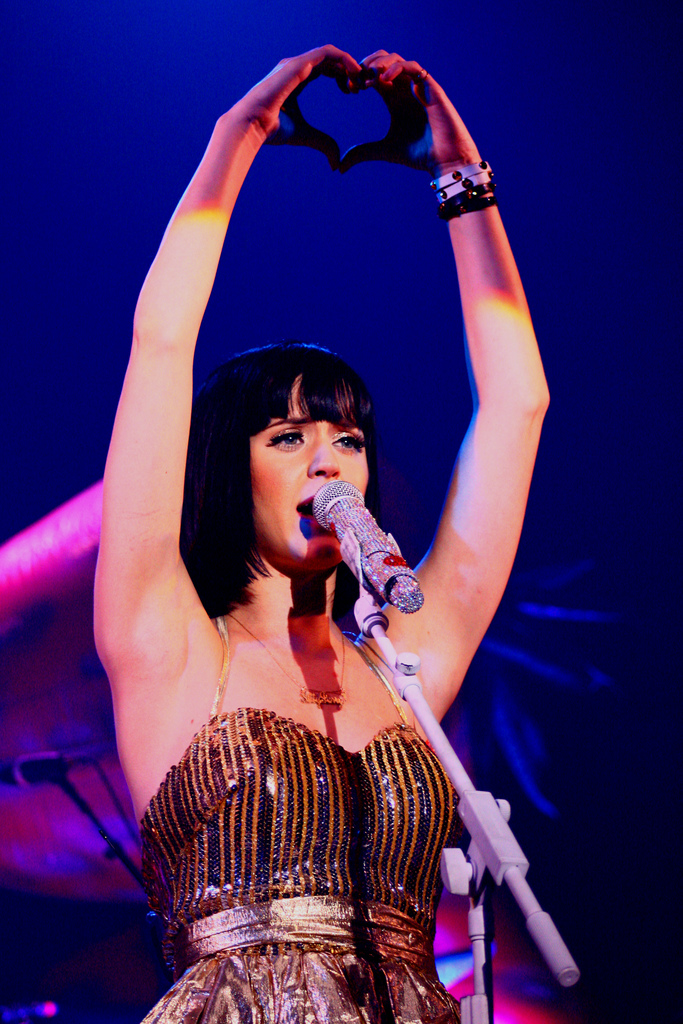
Katy Perry também aparece seis vezes na tabela, mas aparece em estreia na vigésima quarta posição com "California Gurls".

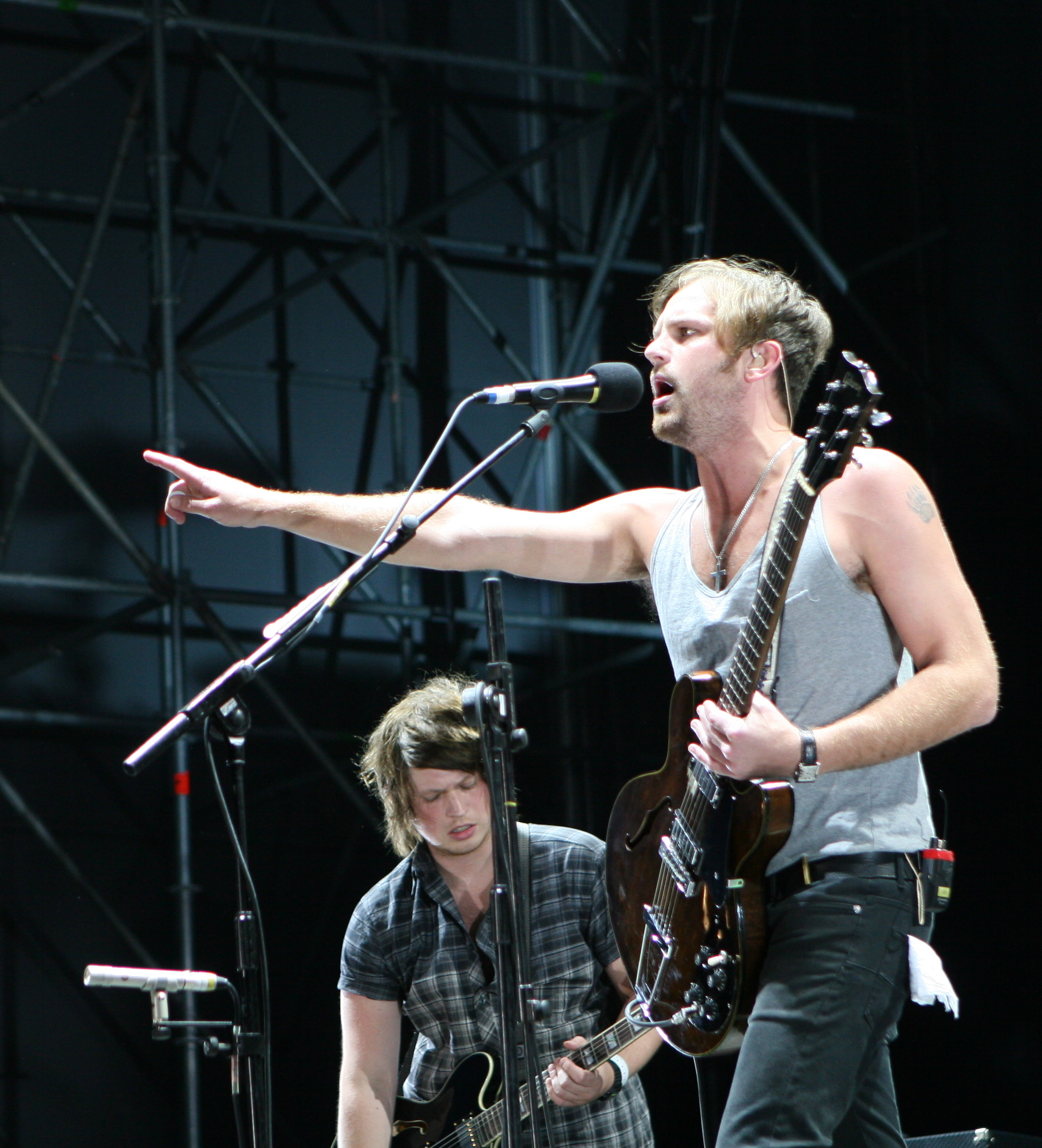
Kings of Leon ocupam duas posições entre os dez singles mais descarregados de sempre. A banda norte-americana tem o segundo lugar com "Sex on Fire" e o oitava com "Use Somebody".

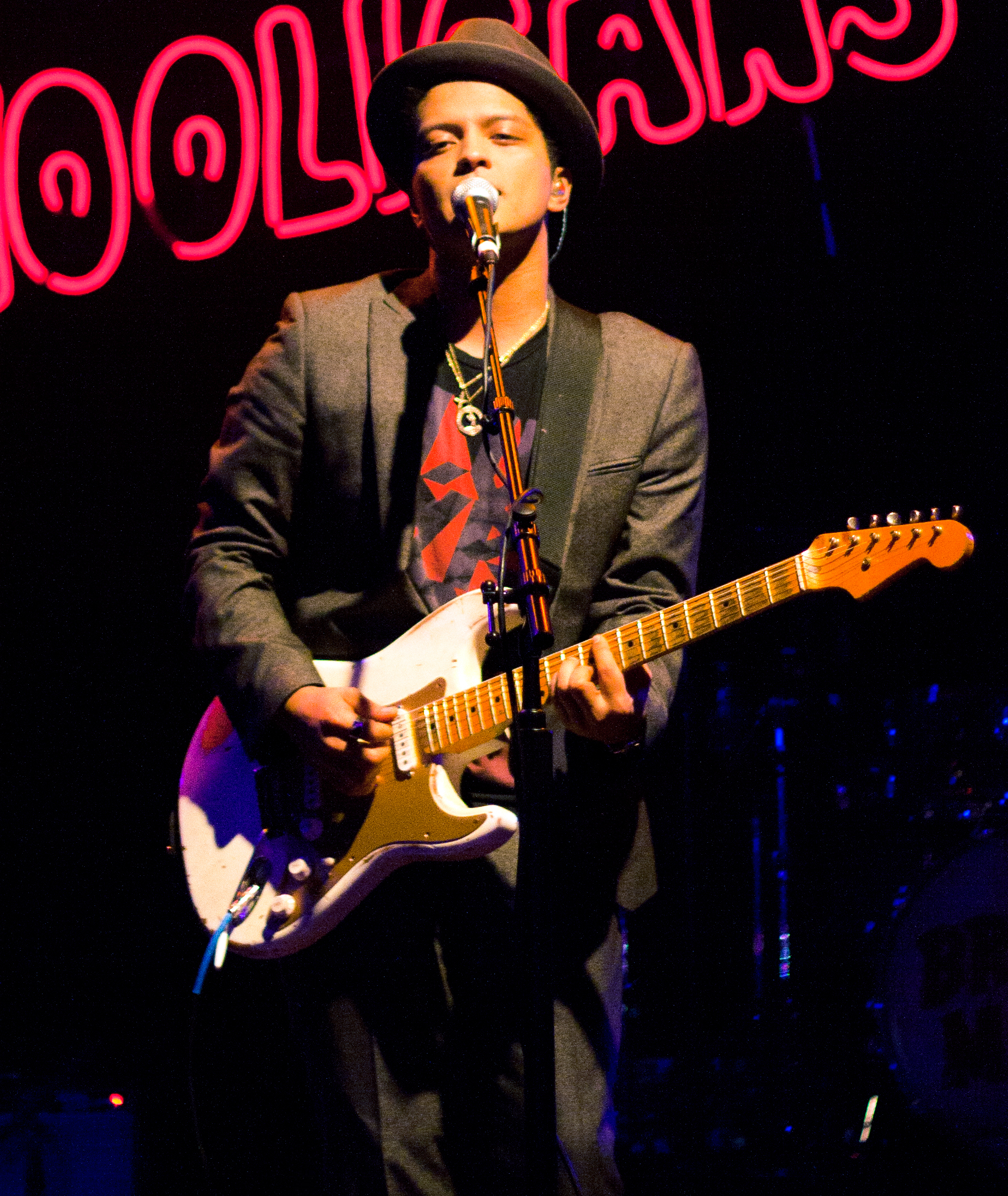
Bruno Mars, que aparece em nono lugar com "Just the Way You Are", é o artista masculino a solo com a obra mais descarregada de sempre.

| Posição | Artista(s)                                                  | Canção                                       |
| ------- | ----------------------------------------------------------- | -------------------------------------------- |
| 1       | The Black Eyed Peas                                         | "I Gotta Feeling"                            |
| 2       | Kings of Leon                                               | "Sex on Fire"                                |
| 3       | Cheryl Cole                                                 | "Fight for This Love"                        |
| 4       | Lady Gaga                                                   | "Poker Face"                                 |
| 5       | Lady Gaga                                                   | "Bad Romance"                                |
| 6       | Eminem com a participação de Rihanna                        | "Love the Way You Lie"                       |
| 7       | Lady Gaga                                                   | "Just Dance"                                 |
| 8       | Kings of Leon                                               | "Use Somebody"                               |
| 9       | Bruno Mars                                                  | "Just the Way You Are"                       |
| 10      | Black Eyed Peas                                             | "Meet Me Halfway"                            |
| 11      | La Roux                                                     | "In for the Kill"                            |
| 12      | Journey                                                     | "Don't Stop Believin'"                       |
| 13      | Rage Against the Machine                                    | "Killing in the Name"                        |
| 14      | Snow Patrol                                                 | "Chasing Cars"                               |
| 15      | Rihanna                                                     | "Only Girl (In the World)"                   |
| 16      | Leona Lewis                                                 | "Run"                                        |
| 17      | Usher com a participação de will.i.am                       | "OMG"                                        |
| 18      | Alexandra Burke com a participação de Flo Rida              | "Bad Boys"                                   |
| 19      | Black Eyed Peas                                             | "Boom Boom Pow"                              |
| 20      | Owl City                                                    | "Fireflies"                                  |
| 21      | B.o.B com a participação de Hayley Williams dos Paramore    | "Airplanes"                                  |
| 22      | Take That                                                   | "Rule the World"                             |
| 23      | Jay-Z com a participação de Alicia Keys                     | "Empire State of Mind"                       |
| 24      | Katy Perry com a participação de Snoop Dogg                 | "California Gurls"                           |
| 25      | Yolanda Be Cool com a participação de D Cup                 | "We No Speak Americano"                      |
| 26      | Alexandra Burke                                             | "Hallelujah"                                 |
| 27      | David Guetta com a participação de Akon                     | "Sexy Chick"                                 |
| 28      | Tinie Tempah                                                | "Pass Out"                                   |
| 29      | Beyoncé                                                     | "If I Were a Boy"                            |
| 30      | Leona Lewis                                                 | "Bleeding Love"                              |
| 31      | James Morrison com a participação de Nelly Furtado          | "Broken Strings"                             |
| 32      | Alicia Keys                                                 | "Empire State of Mind (Part II) Broken Down" |
| 33      | Katy Perry                                                  | "I Kissed a Girl"                            |
| 34      | Tinchy Stryder com a participação de N-Dubz                 | Number 1                                     |
| 35      | Rihanna com a participação de Jay-Z                         | "Umbrella"                                   |
| 36      | Katy Perry                                                  | "Hot n Cold"                                 |
| 37      | Nickelback                                                  | "Rockstar"                                   |
| 38      | Kesha                                                       | "Tik Tok"                                    |
| 39      | The Killers                                                 | "Human"                                      |
| 40      | Cee Lo Green                                                | "Forget You"                                 |
| 41      | Rihanna                                                     | "Rude Boy"                                   |
| 42      | Lady Gaga com a participação de Beyoncé                     | "Telephone"                                  |
| 43      | Gnarls Barkley                                              | Crazy                                        |
| 44      | Duffy                                                       | "Mercy"                                      |
| 45      | Dizzee Rascal & Armand Van Helden                           | "Bonkers"                                    |
| 46      | 3OH!3 com a participação de Katy Perry                      | "Starstrukk"                                 |
| 47      | Beyoncé                                                     | "Single Ladies (Put a Ring on It)"           |
| 48      | Dizzee Rascal com a participação de Calvin Harris & Chrome  | "Dance wiv Me"                               |
| 49      | Plan B                                                      | She Said                                     |
| 50      | Flo Rida com a participação de T-Pain                       | "Low"                                        |
| 51      | Taio Cruz                                                   | "Dynamite"                                   |
| 52      | Iyaz                                                        | Replay                                       |
| 53      | Lady Gaga                                                   | "Paparazzi"                                  |
| 54      | Lily Allen                                                  | "The Fear"                                   |
| 55      | Coldplay                                                    | "Viva La Vida"                               |
| 56      | Pink                                                        | "So What"                                    |
| 57      | Beyoncé                                                     | "Halo"                                       |
| 58      | David Guetta com a participação de Kelly Rowland            | "When Love Takes Over"                       |
| 59      | Jason Mraz                                                  | "I'm Yours"                                  |
| 60      | Florence and the Machine                                    | "You Got the Love"                           |
| 61      | JLS                                                         | "Beat Again"                                 |
| 62      | Estelle com a participação de Kanye West                    | "American Boy"                               |
| 63      | Katy Perry                                                  | "Firework"                                   |
| 64      | Sam Sparro                                                  | "Black and Gold"                             |
| 65      | A. R. Rahman & Pussycat Dolls com Nicole Scherzinger        | Jai Ho! (You Are My Destiny)                 |
| 66      | Flo Rida com a participação de David Guetta                 | "Club Can't Handle Me"                       |
| 67      | Timbaland & OneRepublic                                     | "Apologize"                                  |
| 68      | Calvin Harris                                               | "I'm Not Alone"                              |
| 69      | Girls Aloud                                                 | "The Promise"                                |
| 70      | Flo Rida com a participação de Kesha                        | "Right Round"                                |
| 71      | La Roux                                                     | "Bulletproof"                                |
| 72      | Rihanna                                                     | Disturbia                                    |
| 73      | Jason Derülo                                                | "Ridin' Solo"                                |
| 74      | Glee Cast                                                   | "Don't Stop Believing"                       |
| 75      | Mika                                                        | "Grace Kelly"                                |
| 76      | Ellie Goulding                                              | "Your Song"                                  |
| 77      | Mark Ronson com a participação de Amy Winehouse             | "Valerie"                                    |
| 78      | Travie McCoy com a participação de Bruno Mars               | "Billionaire"                                |
| 79      | The Pogues com a participação de Kirsty MacColl             | "Fairytale of New York"                      |
| 80      | Taylor Swift                                                | "Love Story"                                 |
| 81      | Take That                                                   | "Patience"                                   |
| 82      | The Script                                                  | "The Man Who Can't Be Moved"                 |
| 83      | Taio Cruz                                                   | "Break Your Heart"                           |
| 84      | Basshunter                                                  | "Now You're Gone"                            |
| 85      | Adele                                                       | "Make You Feel My Love"                      |
| 86      | Sugababes                                                   | "About You Now"                              |
| 87      | Eliza Doolittle                                             | "Pack Up"                                    |
| 88      | Madonna com a participação de Justin Timberlake & Timbaland | "4 Minutes"                                  |
| 89      | Mariah Carey                                                | "All I Want For Christmas Is You"            |
| 90      | The Fray                                                    | "How to Save a Life"                         |
| 91      | Tinie Tempah                                                | "Written in the Stars"                       |
| 92      | The Black Eyed Peas                                         | "The Time (Dirty Bit)"                       |
| 93      | Cascada                                                     | "Evacuate the Dancefloor"                    |
| 94      | Michael Bublé                                               | "Haven't Met You Yet"                        |
| 95      | Ne-Yo                                                       | Closer (canção de Ne-Yo)                     |
| 96      | Rihanna com a participação de Drake                         | What's My Name?                              |
| 97      | Katy Perry                                                  | "Teenage Dream"                              |
| 98      | Lily Allen                                                  | "Not Fair"                                   |
| 99      | Rihanna                                                     | "Russian Roulette"                           |
| 100     | Scissor Sisters                                             | "I Don't Feel Like Dancin'"                  |

## Descargas de álbuns mais vendidas

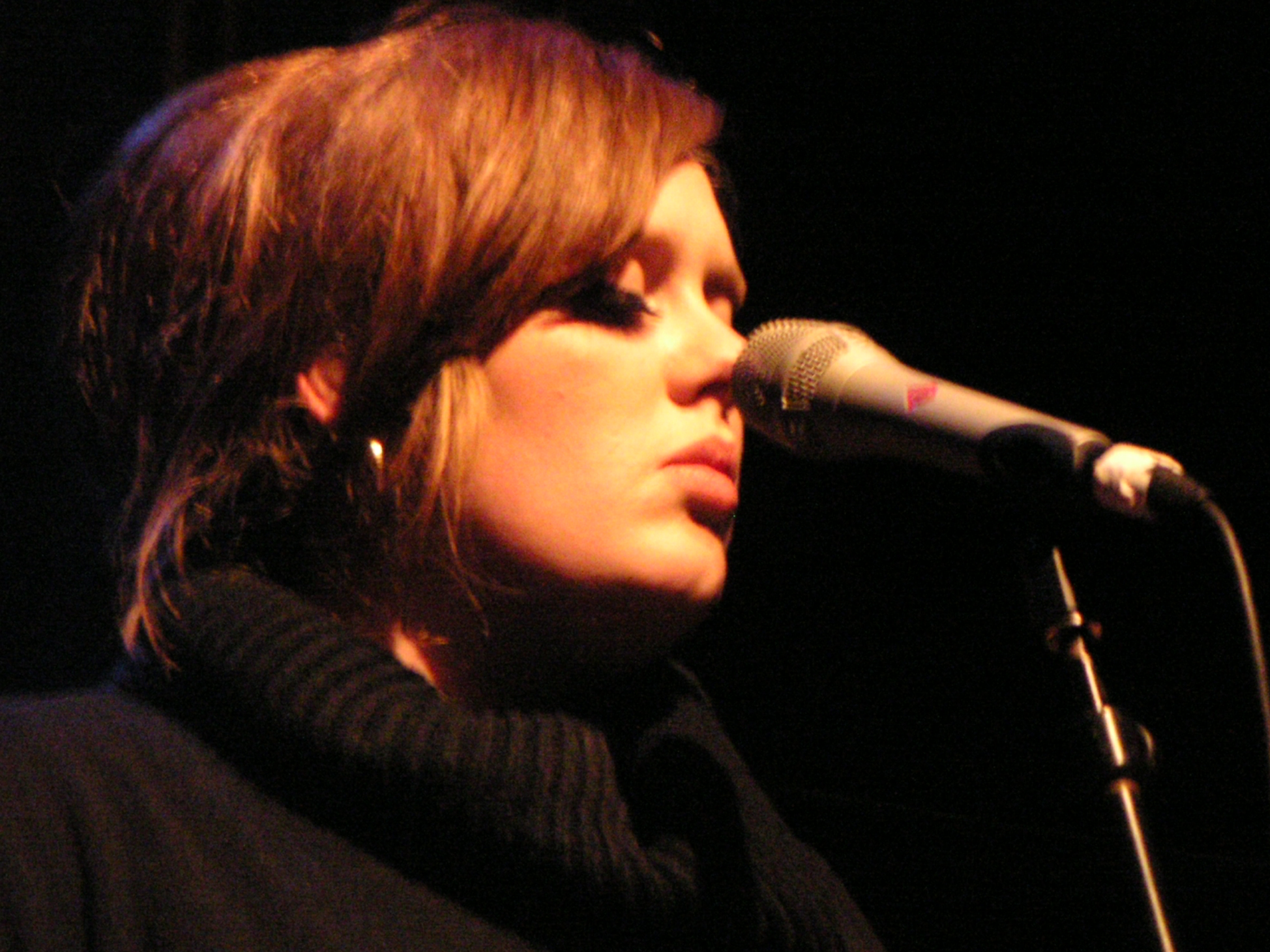
Adele possui o álbum mais descarregado legalmente de sempre, com 21, num relatório avaliado em mais de 250 mil cópias.

| Posição | Artista                  | Álbum                              | Editora discográfica |
| ------- | ------------------------ | ---------------------------------- | -------------------- |
| 1       | Adele                    | 21                                 | XL                   |
| 2       | Ed Sheeran               | +                                  | Warner               |
| 3       | Lady Gaga                | The Fame                           | Interscope           |
| 4       | Kings of Leon            | Only By the Night                  | Sony BMG             |
| 5       | Rihanna                  | Loud                               | Def Jam              |
| 6       | Florence and the Machine | Lungs                              | Universal            |
| 7       | Coldplay                 | Mylo Xyloto                        | EMI                  |
| 8       | Mumford & Sons           | Sigh No More                       | Universal            |
| 9       | Plan B                   | The Defamation of Strickland Banks | Warner               |
| 10      | Bruno Mars               | Doo-Wops & Hooligans               | Warner               |